# 何多慧
何多慧（1939年2月21日—），四川仪陇人，中国粒子加速器专家。

## 生平
1964年毕业于中国科学技术大学。1995年当选为中国工程院院士。